# N'Dahonta
N'Dahonta är ett arrondissement i kommunen Tanguiéta i Benin. Den hade 8 735 invånare år 2002.